# أمانة (تقسيم إداري)
في التقسيمات الإدارية، الأمانة هي الجهة الإدارية المسؤولة عن الخدمات البلدية لبعض المدن.

## الأمثلة
- أمانة العاصمة المقدسة
- أمانة عمان الكبرى
- أمانة بغداد
- أمانة العاصمة صنعاء